# Aeroporto di Shanghai-Hongqiao

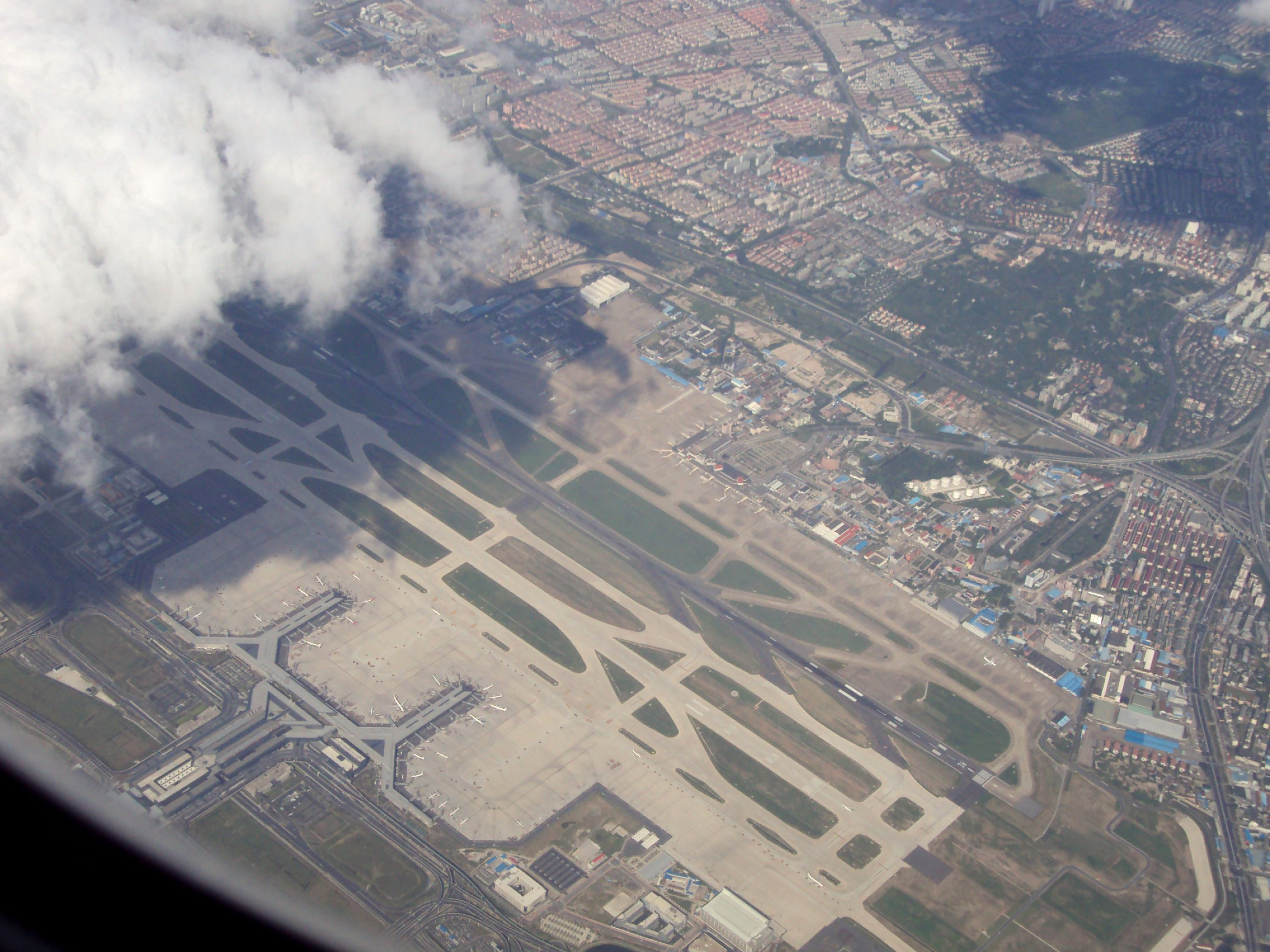

L'Aeroporto di Shanghai Hongqiao  è un aeroporto situato nella parte ovest dell'area urbana di Shanghai in Cina.
È uno dei due aeroporti che servono la città di Shanghai insieme all'Aeroporto di Shanghai-Pudong.
L'aeroporto è hub per le compagnie aeree: China Eastern Airlines e Shanghai Airlines. Nel 2010 ha gestito un traffico di 31.298.812 passeggeri, con un incremento del 24,8 % rispetto al 2009, che ne fa il quarto aeroporto più trafficato dell'intera nazione e il quarantunesimo a livello mondiale.